# Menemerus fasciculatus
Menemerus fasciculatus is een spinnensoort in de taxonomische indeling van de springspinnen (Salticidae).
Het dier behoort tot het geslacht Menemerus. De wetenschappelijke naam van de soort werd voor het eerst geldig gepubliceerd in 1930 door Pelegrin Franganillo-Balboa.